# 朱門雷國家公園
14°28′00″N 107°38′00″E / 14.46667°N 107.63333°E
朱門雷國家公園是越南的國家公園，位於該國南部西原地區，處於崑嵩市，成立於2002年，面積566平方公里，有爪哇野牛、虎、印度野牛、亞洲象等野生動物棲息。